# Coeligetes
Coeligetes is een geslacht van kevers uit de familie bladkevers (Chrysomelidae).
De wetenschappelijke naam van het geslacht werd in 1884 gepubliceerd door Martin Jacoby.

## Soorten
- Coeligetes borneensis Mohamedsaid, 1994
- Coeligetes robustus (Allard, 1889)
- Coeligetes submetallica (Jacoby, 1884)
- Coeligetes unicolor (Jacoby, 1895)
- Coeligetes wilcoxi Mohamedsaid, 1994